# Loveppears
Loveppears è il secondo album studio della cantante giapponese Ayumi Hamasaki, pubblicato il 10 novembre 1999 in Giappone. L'album ha venduto 1 201 870 copie nella prima settimana nei negozi, ha debuttato alla vetta della classifica Oricon ed è rimasto in classifica per sessantaquattro settimane. Loveppears è il trentanovesimo album più venduto di tutti i tempi in Giappone.

## Tracce
CD1
1. Introduction - 1:09 (HΛL)
2. Fly High - 4:07 (Ayumi Hamasaki, D.A.I, HΛL)
3. Trauma - 4:17 (Ayumi Hamasaki, D.A.I, Naoto Suzuki)
4. And Then - 4:14 (Ayumi Hamasaki, Yasuhiko Hoshino, Keisuke Kikuchi)
5. Immature" (Album Version)- 4:44 (Ayumi Hamasaki, Kazuhito Kikuchi, HΛL)
6. Boys & Girls - 3:54 (Ayumi Hamasaki, D.A.I, Naoto Suzuki)
7. To Be - 5:18 (Ayumi Hamasaki, Naoto Suzuki, D.A.I)
8. End Roll - 4:49 (Ayumi Hamasaki, Naoto Suzuki, D.A.I)
9. P.S II - 4:48 (Ayumi Hamasaki, Hideaki Kuwabara, Akimitsu Honma)
10. Whatever" ("Dub's 1999 Remix") - 7:20 (Ayumi Hamasaki, Kazuhito Kikuchi, Izumi "DMX" Miyazaki)
11. Too Late - 4:25 (Ayumi Hamasaki, Naoto Suzuki, D.A.I)
12. Appears" (Album Version) - 5:38 (Ayumi Hamasaki, Kazuhito Kikuchi, HΛL)
13. Monochrome- 4:21 (Ayumi Hamasaki, HΛL, Naoto Suzuki, D.A.I)
14. Interlude - 0:55 (Ayumi Hamasaki, Naoto Suzuki)
15. Love: Refrain (reincarnation of the song Love: Destiny) - 5:21 (Ayumi Hamasaki, Tsunku, Naoto Suzuki)
16. Who... - 5:35 (Ayumi Hamasaki, Kazuhito Kikuchi, Naoto Suzuki)
17. Kanariya - 3:52 (Ayumi Hamasaki, Yasuhiko Hoshino, CPM-Marvin)

CD2
1. Ayu's Euro Mega-Mix" (Y&Co. Mix)) - 9:48
2. Ayu's House Mega-Mix" (N.S House Mix)) - 9:58
3. A Song for ××" (Millennium Mix)) - 4:46
4. Powder Snow" (Acoustic Orchestra Version)) - 5:03
5. Friend II" (Make My Mad Mix)) - 4:31